# فافين
فافين قرية سوريّة تتبع إداريّاً لمحافظة حلب منطقة أعزاز ناحية مارع، بلغ تعداد سكانها 3,183 نسمة حسب التعداد السكاني لعام 2004.